# Armando Sánchez Hernández
Armando Sánchez Hernández fue un historietista español (Madrid, 1924-1984). Firmó su obra como Armando, Ar!, A. Sánchez.

## Biografía
Armando Sánchez inició su carrera en publicaciones como "Trampolín" y "Flechas y Pelayos" en 1950.
Continuó luego cuadernos de aventuras tan populares como Jeque Blanco y Mendoza Colt de M. Rollán antes de crear los suyos propios para Maga y Toray.
Tras la crisis del cuaderno de mediados de los años sesenta, produjo historietas a través de las agencias Bardon Art y Aredit para el mercado exterior. Se dedicó luego al cómic erótico.

## Obra
| Años | Título                                  | Guionista              | Tipo   | Publicación               |
| ---- | --------------------------------------- | ---------------------- | ------ | ------------------------- |
| 1950 | Fantasma Negro                          |                        | Serie  | Flechas y Pelayos         |
| 1951 | Jeque Blanco núm. 14-137                | M. González Casquel    | Serial | M. Rollán                 |
| 1955 | Mendoza Colt núm. 21-32, 35, 42 y 47-95 | M. González Casquel    | Serial | Rollán                    |
| 1957 | Saitán                                  |                        | Serie  | Extraordinarios M. Rollán |
| 1959 | Arizona                                 | Acedo, Hispano y Sesén | Serial | Toray                     |
| 1961 | Hacha y Espada                          |                        | Serial | Maga                      |
| 1962 | Brigada Secreta                         |                        | Serial | Toray                     |
| 1964 | Diego Reyes                             |                        | Serie  | Flecha Roja               |
| 1965 | El Californiano                         |                        | Serial | Maga                      |
| 1965 | Espionaje                               |                        | Serial | Toray                     |
| 1966 | Agente Secreto                          |                        | Serial | Ferma                     |
| 1966 | Novelas Gráficas Clásicas               |                        | Serial | Toray                     |
| 1968 | Hombres Famosos                         |                        | Serial | Toray                     |
| 1977 | Inspector Zancón                        |                        | Serial | Ema                       |
| 1977 | Policíaco                               | Rodríguez Gordillo     | Serie  | Piñón                     |
| 1987 | OSS 117                                 |                        | Serial | G.S.                      |